# Fly (canção de Wanessa Camargo)
"Fly" (em português: Voar) é uma canção da cantora brasileira Wanessa Camargo, presente em seu sexto álbum de estúdio Meu Momento. Foi lançada como primeiro single oficial do trabalho. A faixa conta com participação especial do rapper estadunidense Ja Rule.

## Desenvolvimento
A música tem uma produção mais voltada para o estilo hip hop, e a letra discute a trajetória da carreira de Wanessa Camargo. A produção musical ficou por conta do produtor musical, Deeplick. Uma versão em português, intitulada "Meu Momento" também foi gravada para o álbum e liberada em rádios selecionadas.

## Promoção
Wanessa esteve presente em várias rádios para fazer o lançamento do novo single, entre elas a rádio Transamérica FM, Mix FM, 89 FM e Metropolitana FM. A grande surpresa do lançamento foi o fato da faixa estar sendo executada na Jovem Pan, rádio que nunca havia tocado um trabalho da cantora. "Fly" foi indicada ao Video Music Brasil daquele ano na categoria Hit do Ano, embora não tenha vencido, e Wanessa se apresentou com Ja Rule no evento.

## Vídeo musical
A cantora gravou o clipe da música ao lado de Ja Rule no Club Royal, em São Paulo. O videoclipe mostra Wanessa e Rule conversando no topo de um edifício e dançando no clube. Traz também cenas individuais de Rule na frente de uma tela de LED e bebendo champanhe com garotas, e Wanessa sentada num sofá com um vestido prateado. O clipe também tem destaque pela boa qualidade em som e imagem. O clipe estreou em 8 de abril de 2009, no Acesso MTV.

## Desempenho nas tabelas musicais
| País – Tabela musical (2009)        | Melhor posição |
| ----------------------------------- | -------------- |
| Brasil (Crowley Broadcast Analysis) | 1              |